# Sindrome di Libman-Sacks
La sindrome di Libman-Sacks detta anche endocardite di Libman-Sacks o endocardite benigna è una forma di endocardite non batterica che si associa al lupus eritematoso sistemico. È una delle manifestazioni di coinvolgimento cardiaco più comuni nel lupus (la più comune è la pericardite).
È stata descritta dai dottori Emanuel Libman e Benjamin Sacks del Mount Sinai Hospital di New York nel 1924. L'associazione tra l'endocardite di Libman-Sacks e la sindrome da anticorpi antifosfolipidi è stata notata la prima volta nel 1985.

## Presentazione
Le vegetazioni sono piccole, molto friabili, verrucose e formate da fili di fibrina, neutrofili, linfociti e macrofagi. Raggiungono alcuni millimetri di diametro e tendono ad essere adese ai lembi delle valvole oppure, con una minor frequenza, ad anelli, corde tendinee ed endocardio degli atri e dei ventricoli.
La valvola mitrale è tipicamente coinvolta, e le vegetazioni si dispongono sulla superficie ventricolare ed atriale della valvola. Le lesioni di Libman-Sacks raramente producono una disfunzione significativa della valvola e solo molto raramente tendono ad embolizzare.

## Patologia
La malattia è sostanzialmente la stessa di una endocardite trombotica non batterica, ad eccezione della presenza di necrosi focale (corpi di ematossilina) che possono essere riscontrati solo nella endocardite di Libman-Sacks.

## Diagnosi
La diagnosi di endocardite di Libman-Sacks può essere considerata quasi esclusivamente autoptica, poiché le caratteristiche cliniche ed il quadro ecocardiografico transtoracico non sono per nulla specifici. Tuttavia in alcuni recenti studi l'ecocardiografia transesofagea si sarebbe rivelata indicativa nel 60-80% dei pazienti, con una sensibilità e specificità decisamente più elevate rispetto alla ecocardiografia transtoracica, portando perciò ad una diagnosi più precoce e accurata, ad un miglior orientamento terapeutico, ed infine ad una più buona prevenzione delle complicanze. La possibilità di una diagnosi con ecografia transesofagea risulterebbe più elevata nei pazienti con sindrome da anticorpi antifosfolipidi.

## Sinonimi
- Endocardite benigna
- Endocardite di Libman-Sacks
- Malattia di Osler-Libman-Sacks